# قصص ايطالية (كتاب)
قصص إيطالية هي مجموعة من القصص القصيرة كتبها الأديب الإيطالي لويجي بيرانديللو الذي حصل على جائزة نوبل في الأدب عام 1934 ، . نُشر الكتاب لأول مرة عام 1917، ويضم حوالي 200 صفحة في معظم الطبعات، ويُظهر تنوع أسلوب بيرانديللو في استكشاف النفس البشرية والواقع الاجتماعي. تتنوع القصص بين الواقعية والرمزية وتتناول مواضيع مثل الهوية والذات والحقيقة النسبية، مما يعكس فلسفة الكاتب الأدبية التي تشتهر بها أعماله.

## الترجمة العربية
نشر الكتاب بترجمته العربية عن المترجم الليبي خليفة التليسي، ونُشر عام 2004 عن دار المدى للثقافة والنشر، ضمن سلسلة "مكتبة نوبل". تضم الترجمة 316 صفحة، وتحتوي على عدد من القصص المختارة التي تم نقلها إلى العربية وتتناول الشخصيات والمواضيع النفسية والاجتماعية.

## المحتوي
يتألف الكتاب من مجموعة قصصية تضم ثلاثًا وثلاثين قصة قصيرة متفاوتة الطول، مرتبة بحسب الصفحات، وتغطي موضوعات متنوعة تمزج بين الطابع الواقعي والتأملي والرمزي. يبدأ الكتاب بقصة "صوت" في الصفحة 5، ويختتم بقصة "أحلام الشيخ" في الصفحة 301، موزعًا على 309 صفحات. تحمل القصص عناوين تعكس مضامين إنسانية وفكرية، مثل "الضحية"، و"الإيمان"، و"غرفة الغائب"، و"عندما نفهم"، ما يشير إلى تنوع الأساليب والمضامين، وانفتاح النصوص على التأويلات النفسية والاجتماعية.

### ملخص القصة الأولى: صوت
تحكي القصة عن شاب يُدعى سيلفيو بورغي، فقد بصره وأصبح يعيش في عزلة داخلية خانقة، يعاني من الظلمة الخارجية والداخلية بعد فقدانه أمه. في خضم هذه الوحدة، يصبح صوته الوحيد إلى العالم هو صوت امرأة تُدعى ليديا فنتوري، وهي التي تعتني به وتواسيه.
مع الوقت، يتحوّل صوت ليديا في ذهنه إلى صورة مثالية، ينسج حوله خيالات عن جمالها ورفعتها، فيحب هذا "الصوت"، لا المرأة كما هي في الواقع. أما ليديا، فتدرك أن هذا الحب الذي يظنه عميقًا، ليس موجّهًا إليها كشخص حقيقي، بل إلى فكرة مبنية على صوتها فقط، مما يثير في داخلها صراعًا نفسيًا مؤلمًا.
تشعر ليديا بأنها محبوسة في صورة لم تخترها، ويتملكها الخوف من أنه إن عاد سيلفيو إلى البصر، فقد يراها ويخيب ظنه، فتسقط صورته المثالية، ويتلاشى الحب. وهكذا تصبح العلاقة بينهما مبنية على وهم متبادل: هو يحب صوتًا، وهي تخشى أن تفقد وجودها إذا كُشف شكلها الحقيقي.

### ملخص القصة الثانية: نور الجيران
تدور القصة حول رجل بسيط يُدعى ميكوتشيو بونافينو، يعيش في قرية صغيرة في صقلية. كان قد أحب فتاة تُدعى تيريزينا، وعندما اكتشف موهبتها الغنائية، ضحّى بماله وأرسلها إلى المدينة لتتعلّم وتُحقق حلمها. تمر السنوات وتصبح تيريزينا مغنية مشهورة تحت اسم فني جديد، وتعيش حياة مترفة في الشمال الإيطالي، بعيدة كل البعد عن أصولها المتواضعة.
يزورها ميكوتشيو ذات يوم حاملاً معه بعض "الليمون الصقلي" – ثمرة طفولتهما وذكرياتهما – كهدية رمزية تُمثّل الجذور والانتماء. في لقائه بها، يُصدم من التغيّر الكبير الذي طرأ عليها؛ لم تعد تلك الفتاة البسيطة التي أحبها، بل أصبحت امرأة باردة، متعجرفة، وقد فقدت أي صلة بماضيها أو بأهل قريتها.
خلال اللقاء، يشعر ميكوتشيو بالغربة الشديدة، ويدرك أن العلاقة التي كان يتمسّك بها لم تعد قائمة إلا في خياله. يغادر البيت غاضبًا ومجروحًا، ويترك لها المال الذي كان قد أرسله لعلاجها في السابق، لكن دون أن يأخذ شيئًا منها أو يقبل صلحًا. يعطي "الليمون" لأمّها، لا لها، في إشارة إلى من لا يزال يحتفظ ببعض الأصل والوفاء.